# Thranius capucinus
Thranius capucinus är en skalbaggsart som beskrevs av Holzschuh 1993. Thranius capucinus ingår i släktet Thranius och familjen långhorningar. Inga underarter finns listade i Catalogue of Life.